# Lissolongichneumon capensis
Lissolongichneumon capensis är en stekelart som beskrevs av Heinrich 1968. Lissolongichneumon capensis ingår i släktet Lissolongichneumon och familjen brokparasitsteklar. Inga underarter finns listade i Catalogue of Life.